# ELTE BTK Történeti Intézet
Az Eötvös Loránd Tudományegyetem Bölcsészettudományi Kar Történeti Intézet a történettudomány különböző szegmenseit összefogó kari intézet, amely tizenegy tanszéket foglal magába, és ezzel az egész egyetem legnagyobb intézete.

## Története
1870-ben megalapították a második Történeti Tanszéket a Mohács utáni magyar történelem oktatására, majd 1881-ben az ókori történeti tanszék, az újkori egyetemes történeti tanszék és a középkori egyetemes történeti tanszék jött létre.
A Bölcsészettudományi Kar kar történeti tanszékein 1919 és 1945 között a magyar történettudománynak minden irányzata képviseltetve volt, és
meghatározója a volt tudományágának Magyarországon. Angyal Dávid (1909–1925) a magyar történelem, 1925–1929 között az újkori egyetemes történelem tanára, Lukinich Imre, az új alapítású Kelet-Európa Története tanszék professzora (1929–1949), az oklevéltan szakterületen kiváló szakmai eredményeket elért Szentpétery Imre (1923–1950), aki a Bölcsészettudományi Kar 1635–1935 közötti történetét dolgozta fel.
Áldásy Antal (1812–1832), a középkori egyetemes történet professzora is tanított az egyetemen, aki a karra hagyta könyvtárát (ez lett a mai Történeti Könyvtár törzsanyaga). A szellemtörténet két legnagyobb magyarországi meghatározó alakja, Szekfű Gyula (1925–1955) és Hóman Bálint (1925–1932), a népiségtörténet legnagyobb magyarországi művelője, Mályusz Elemér (1934–1946), a művelődéstörténet és a kora újkori mezőgazdaság-történet ismert kutatója, Domanovszky Sándor (1914–1948), valamint a modern szociológiai irányzatot magas szinten művelő Hajnal István (1930–1949) is az egyetemen oktatott.
Mályusz Elemér 1934 óta vezette a Középkori Magyar Történeti Tanszéket, majd igaztalanul megvádolták, s az igazolóbizottság a vádat nem igazolta, ezért 1945. október 22-én nyugdíjazták. 1946-ban Deér Józsefet nevezték ki, de ő 1948-ban elhagyta Magyarországot. A Középkori Magyar Történeti Tanszéket, ahogy az egyetemnek küldött levelében
Ortutay Gyula vallás- és közoktatásügyi miniszter írta, meghívás útján a magyar marxista történetírás kiváló alakjával kell betölteni. 1949-ben Molnár Eriket nevezték ki, aki 1957-ig állt a tanszék élén, majd Elekes Lajos nyert kinevezést, aki korábban a Lenin Intézet illetékes tanszékét vezette. Elekes 1982. május 21-én bekövetkezett haláláig volt a Középkori Magyar Történeti Tanszék vezetője.
Az Újkori Magyar Történeti Tanszéket Szekfű Gyula vezette 1925 és 1949 között. Azonban Szekfű Gyulát 1945-ben moszkvai nagykövetté nevezték ki, így helyettes tanárként Kosáry Domokos és Ember Győző oktatott. 1949-től a marxista magyar történetírás reprezentánsát, Andics Erzsébetet nevezték ki. A forradalom után Andics Erzsébet 1957 és 1960 között a Szovjetunióban tartózkodott; ezt az időszakot leszámítva 1972-ig vezette az Újkori Magyar Történeti tanszéket.
Váczy Péter 1942 és 1953 között vezette a Középkori Egyetemes Történeti Tanszéket. Majd Gyóni Mátyást nevezét ki a tanszék élére, de ő 1955-ben öngyilkosságot követett el. 1955-ben Székely György kapott megbízást, aki 1982-ig vezette a tanszéket.
Hajnal István 1930 és 1949 között vezette az Újkori Egyetemes Tanszéket. Hajnal István 1944 és 1947 között dékánként is vezette a kart. 1951-től Bolgár Elek, 1953-tól Fazekas Erzsébet kapott tanszékvezetői kinevezést. 1955 és 1958 között Incze Miklós volt megbízott tanszékvezető.
Sarkady János vezette az Ókortörténeti Tanszéket 1987 és 1995 között. Puskás Ildikó 1995-ben vette át a vezetést, és egészen 2007-ig vezette az Ókortörténeti Tanszéket, majd 2007-től Németh Györgyöt bízták meg a tanszék vezetésével.
A Középkori Egyetemes Történeti Tanszéket 1985 és 1995 között Sz. Jónás Ilona irányította, 1995 és 1997 között Klaniczay Gábor volt a tanszékvezető, 1997-től pedig Poór János. A tanszéket 1995-ben átnevezték Középkori és Kora Újkori Egyetemes Történeti Tanszékké. A Középkori és Kora Újkori Magyar Történeti Tanszék élén 1984 és 1993 között R. Várkonyi Ágnes állt. Őt 1993-ban Bertényi Iván követte; 2002-ben Izsák Lajos intézetigazgató megbízottként vezette a tanszéket, 2003-tól Solymosi László, 2005-től pedig Horn Ildikó a tanszék vezetője.[mikor?]
Az Új- és Legújabbkori Magyar Történeti Tanszéket Pölöskei Ferenc 1972-től 1995-ig vezette. 1995 és 2009 között Gergely Jenő, 2009-től Erdődy Gábor áll a tanszék élén. A tanszék neve 2000-ben Új- és Jelenkori Magyar Történeti Tanszék lett. Az Új- és Legújabbkori Egyetemes  Történeti Tanszéken 1978-tól 1995-ig Diószegi István irányította a munkát. 1995 és 2004 között Balogh András, 2004 és 2007 között Székely Gábor, 2007-től Majoros István a tanszék vezetője. A tanszék neve 2000-től Új- és Jelenkori Egyetemes Történeti Tanszék.
A Kelet-Európa Története Tanszéket 1980 és 2001 között Palotás Emil irányította, utóda 2002-től Krausz Tamás. A Történelem Segédtudományai Tanszéken 1980-ban Kállay István kapott tanszékvezetői kinevezést, és 1997-ig vezette azt. Őt Kardos József követte 1997 és 1999 között. Kardos utóda, Bertényi Iván 2004-ig állt a tanszék élén. 2004-ben Borsodi Csaba kapott tanszékvezetői kinevezést, és
azóta vezeti a tanszéket.[mikor?]
2019. február 6-án a Történeti Intézet szolidaritási nyilatkozatban állt ki az Magyar Tudományos Akadémia dolgozói mellett.

## Vezetés
| Pozíció                            | Név            |
| ---------------------------------- | -------------- |
| Intézetigazgató                    | Horn Ildikó    |
| Oktatási intézetigazgató-helyettes | Körmendi Tamás |

## Tanszékek
| Tanszék | Tanszékvezető |
| --- | --- |
| Atelier Interdiszciplináris Történeti Tanszék                                                                   | Czoch Gábor |
| Digitális Bölcsészet Tanszék                                                                                    | |
| Gazdaság- és Társadalomtörténeti Tanszék (1990-től)                                                             | Bácskai Vera (1990–1995) Gerő András (1995–?) Szívós Erika |
| Kelet-, Közép-Európa Története és Történeti Ruszisztikai Tanszék (korábbi neve: Kelet-Európa Története Tanszék) | Perényi József (1957–1980) Palotás Emil (1980–2001) Krausz Tamás (2002–?) Horn Ildikó |
| Kora Újkori Történeti Tanszék                                                                                   | Fazekas István |
| Középkori Történeti Tanszék                                                                                     | Mályusz Elemér (1934–1945) Deér József (1946–1948) Molnár Erik (1949–1957) Elekes Lajos (1957–1982) Sz. Jónás Ilona (1985–1995) Klaniczay Gábor (1995–1997) Poór János (1997–?) Nagy Balázs                                    |
| Művelődéstörténeti Tanszék (1981-ben alapították; 1990-től a Történeti Intézet tanszéke)                        | Németh G. Béla (1981–1987) Kósa László (1987–2007) Tőkéczki László (2007–?) Várkonyi Gábor |
| Ókortörténeti Tanszék                                                                                           | Sarkady János (1987–1995) Puskás Ildikó (1995–2007) Németh György (2007–?) Szabó Éva |
| Történelem Segédtudományai Tanszék                                                                              | Kállay István (1980–1997) Kardos József (1997–1999) Bertényi Iván (1999–2004) Borsodi Csaba (2004–?) |
| Új- és Jelenkori Egyetemes Történeti Tanszék (neve 2000-ig: Új- és Legújabbkori Egyetemes Történeti Tanszék)    | Hajnal István (1930–1949) Bolgár Elek (1951–1953) Fazekas Erzsébet (1953–1955) Incze Miklós (1955–1958) Diószegi István (1978–1995) Balogh András (1995–2004) Székely Gábor (2004–2007) Majoros István (2007–?) Szilágyi Ágnes |
| Új- és Jelenkori Magyar Történeti Tanszék (neve 2000-ig: Új- és Legújabbkori Magyar Történeti Tanszék)          | Szekfű Gyula (1925–1949) Andics Erzsébet (1949–1972) Varga Zsuzsanna Pölöskei Ferenc (1972–1995) Gergely Jenő (1995–2009) Erdődy Gábor (2009–?)                                                                                |

## Oktatók
| Tanszék                                                          | Tanszékvezető |
| ---------------------------------------------------------------- | --- |
| Atelier Interiszciplináris Történeti Tanszék                     | Czoch Gábor, György Eszter, Klement Judit, Sonkoly Gábor |
| Digitális Bölcsészet Tanszék                                     | Indig Balázs, Palkó Gábor |
| Gazdaság- és Társadalomtörténeti Tanszék                         | Bácskai Vera†, Benda Gyula†, Estók János, Gerő András, Halmos Károly, Kövér György, Szíjártó István, Tóth Eszter Zsófia, Vári András†                                                  |
| Kelet-, Közép-Európa Története és Történeti Ruszisztikai Tanszék | Bartha Eszter, Gyóni Gábor, Horn Ildikó, Juhász József, Krausz Tamás, Palotás Emil, Ring Éva, Szvák Gyula                                                                              |
| Kora Újkori Történeti Tanszék                                    | Gózonné Etényi Nóra, H. Balázs Éva, Horn Ildikó, Kalmár János, Krász Lilla, Molnár Antal                                                                                               |
| Középkori Történeti Tanszék                                      | Ciegerné Novák Veronika, Draskóczy István, Klaniczay Gábor, Székely György†, Sz. Jónás Ilona†, Thoroczkay Gábor, Vadas András                                                          |
| Művelődéstörténeti Tanszék                                       | Ablonczy Balázs, Csorba László, Géra Eleonóra, Kiss Gy. Csaba, Kósa László |
| Ókortörténeti Tanszék                                            | Alföldi András, Devecseri Gábor, Hahn István†, Hegyi Dolores, Kerényi Károly, Kertész István, Németh György, Patay-Horváth András, Szilágyi János György                               |
| Történelem Segédtudományai Tanszék                               | Borsodi Csaba, Bertényi Iván, Glatz Ferenc, Kálnoki-Gyöngyössy Márton, Kardos József, Oborni Teréz, Pandula Attila, Tóth Krisztina, Szögi László                                       |
| Új- és Jelenkori Egyetemes Történeti Tanszék                     | Balogh András, Búr Gábor, Diószegi István†, Németh István†, Pölöskei Ferenc, Székely Gábor, Urbán Aladár                                                                               |
| Új- és Jelenkori Magyar Történeti Tanszék                        | Balogh Margit, Boszay Tamás, Erdődy Gábor, Fazekas István, Fehér György, Földes György, Fónagy Zoltán, Gergely András†, Gergely Jenő†, Sipos Balázs, Szerencsés Károly, Zeidler Miklós |

## Kutatók
A következő lista az ismertebb kutatókat tartalmazza. Az ismertség a Google Tudós idézetek alapján lett megállapítva.
Frissítve: 2021. június 30.
| Idézetek száma | Oktató                                                      |
| -------------- | ----------------------------------------------------------- |
| 100–500        | Zeidler Miklós, Németh György, Bartha Eszter, Sonkoly Gábor |

## Ismertebb hallgatók
- Albert Györgyi újságíró (1987)
- Csoma Mózes orientalista (2002)
- Engel Pál történész
- Forgách András író
- Feldman Zsolt politikus
- Katus László történész
- Kertész István történész (1967)
- Kiss László politikus (2004)
- Lakatos László szociológus (történelem, szociológia, francia)
- Lánczi András politológus (1981)
- Oborni Teréz történész (1983)
- Piti Ferenc történész
- Sudár Balázs történész
- Számadó Emese régész
- Száray Miklós, középiskolai földrajz–történelem szakos vezetőtanár
- Szávay István politikus (2008)
- Szőts Zoltán Oszkár történész
- Tringli István történész (1984)
- Wintermantel Péter közgazdász, diplomata, orientalista–diplomáciatörténész
- Zsoldos Attila történész (1986)

## Könyvtár
Az intézet könyvtára a Szekfű Gyula Könyvtár. Nevét Szekfű Gyula történészről kapta.